# 에그돔
2021년 첫 서비스를 시작한 해외직구&직수입지원 플랫폼 '에그돔'은 지앤지크로스보더유한공사가 서비스하고 있다. 
국내 도매 유통사업자 중에도 중국 상품 수입 및 구매대행 절차를 어렵고 복잡하게 느끼는 것에 대한 니즈를 확인하여 PC 혹은 모바일 앱을 통하여 서비스되고 있다. 에그돔에서 상품을 한글로 입력하는 것만으로 타오바오, 티몰, 1688 등의 상품을 신청, 결제, 확인 모두 가능하며 원화결제도 가능하도록 지원하고 있다. 
수입대행은 ▲수입통관대행 ▲대량구매 및 샘플 상품 구매 ▲상품 원화결제 ▲ 원산지표시 등의 통관 관련 서비스를 이용할 수 있고 해외직구 상품 구매대행은 중국 쇼핑몰에 판매 중인 URL정보만 간단한 입력해도 원화로 구매 가능하다.

## 같이 보기
- 도매꾹
- 도매매
- 도매매스피드고전송기
- 도매꾹도매매교육센터